# ماکاوائو (هاوایی)
ماکاوائو (به انگلیسی: Makawao) یک منطقهٔ مسکونی در ایالات متحده آمریکا است که در شهرستان ماویی، هاوایی واقع شده‌است. ماکاوائو ۹٫۰ کیلومتر مربع مساحت و ۷٬۱۸۴ نفر جمعیت دارد و ۴۸۱ متر بالاتر از سطح دریا واقع شده‌است.